# Artificial intelligence robot

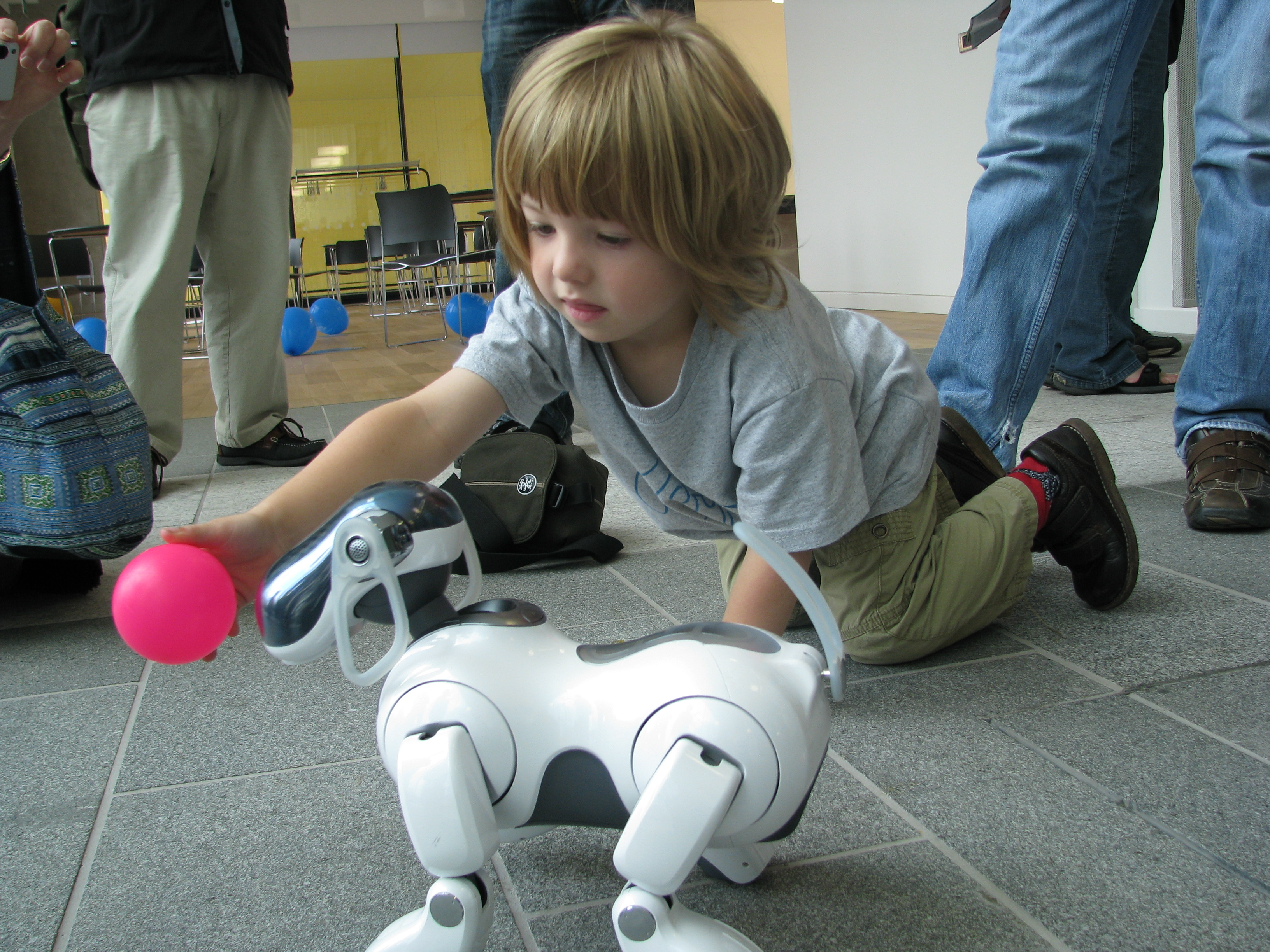
Barn leker med AIBO.

Artificial intelligence robot (kamelnoterat Artificial Intelligence roBOt, akronym AIBO) är ett robothusdjur som skapats av Sony. AIBO utvecklades från ett forskningsprojekt om Artificiell intelligens, men snart föddes idén om att sälja resultatet av forskningen som ett husdjur. Genom utvecklandet av AIBO och den humanoida roboten Qrio profilerade sig Sony som pionjärer inom området. 
AIBO:n är ca 30 cm hög och 30 cm lång. Den har intelligenta funktioner, som röstigenkänning, förmåga att lära nya beteenden och förstå röstkommandon - men inte nödvändigtvis lyda dem, precis som riktiga husdjur. Den har sensorer för de olika sinnena och reagerar på beröring, ljud, synintryck och så vidare. AIBO:n lär av sin omgivning, såväl som av andra AIBO:s. Det har bland annat därför skapats flera "kennelklubbar" runtom i världen där ägare kan möta varandra och deras AIBO kan leka och lära. AIBO kan även vifta på svansen. Den fjärde generationens AIBO har en egen vilja och visar hur den mår med lampor i ansiktet, kroppsspråk och ljud.
Den första versionen av första generationens AIBO började säljas 1 juni 1999. De första 3000 exemplaren såldes på 18 minuter i Japan. Totalt har uppskattningsvis 170 000 AIBO:s sålts fram till 2005. Den 26 januari 2006 tillkännagav Sony att de skulle sluta tillverka AIBO och QRIO. Tekniken kommer dock att fortsätta utvecklas för att användas i andra produkter. 